# Descendance (jeu)
Pour l’article homonyme, voir Descendance.
Descendance est un jeu de société créé par Inka et Markus Brand en 2011 et publié par Gigamic. En 2012, il gagne le Kennerspiel des Jahres (meilleur jeu pour connaisseurs de l'année) et la 3e place aux Tric Trac d'Or.

## Récompense
- Spiel des Jahres meilleur jeu pour connaisseurs 2012